# Captain Fantastic and the Brown Dirt Cowboy
Captain Fantastic and the Brown Dirt Cowboy — девятый студийный альбом британского певца Элтона Джона, выпущенный 19 мая 1975 года. Альбом дебютировал под №1 в американском чарте Billboard Top LPs & Tape и оставался там в течение семи недель; Captain Fantastic and the Brown Dirt Cowboy является первым альбомом, попавшим в этот чарт. В мае 1975 года получил золотую сертификацию, а также был сертифицирован платиновым и трижды платиновым в марте 1993 года Американской ассоциацией звукозаписывающих компаний (RIAA). В Канаде альбом также дебютировал под №1 в национальном чарте RPM Top Albums. В британском чарте UK Albums Chart достиг №2. В 2003 году Captain Fantastic and the Brown Dirt Cowboy разместился под №158 в списке 500 величайших альбомов всех времён по версии журнала Rolling Stone.

## Об альбоме
Написанный в соавторстве с поэтом Берни Топином, Captain Fantastic and the Brown Dirt Cowboy является концептуальным альбомом, который даёт автобиографический проблеск борьбы Джона (Captain Fantastic) и Топина (the Brown Dirt Cowboy) в первые годы их музыкальной карьеры в Лондоне (с 1967 по 1969 гг.). Лирика и прилагающийся фото-буклет переплетаются с определённым смыслом места и времени, что является редким в музыке певца. Джон написал музыку на круизном судне, путешествуя по США.

## Список композиций
Слова и музыка всех песен — написаны Элтоном Джоном и Берни Топином.
| №  | Название                                      | Длительность |
| -- | --------------------------------------------- | ------------ |
| 1. | «Captain Fantastic and the Brown Dirt Cowboy» | 5:32         |
| 2. | «Tower of Babel»                              | 4:22         |
| 3. | «Bitter Fingers»                              | 4:25         |
| 4. | «Tell Me When the Whistle Blows»              | 4:13         |
| 5. | «Someone Saved My Life Tonight»               | 6:33         |

| №  | Название                        | Длительность |
| -- | ------------------------------- | ------------ |
| 1. | «(Gotta Get a) Meal Ticket»     | 3:54         |
| 2. | «Better Off Dead»               | 2:33         |
| 3. | «Writing»                       | 3:33         |
| 4. | «We All Fall in Love Sometimes» | 4:09         |
| 5. | «Curtains»                      | 6:03         |

| №   | Название                        | Автор(ы)                   | Длительность |
| --- | ------------------------------- | -------------------------- | ------------ |
| 11. | «Lucy in the Sky with Diamonds» | Джон Леннон, Пол Маккартни | 6:17         |
| 12. | «One Day at a Time»             | Джон Леннон                | 3:49         |
| 13. | «Philadelphia Freedom»          | Элтон Джон, Берни Топин    | 5:24         |

| №   | Название                        | Автор(ы)                   | Длительность |
| --- | ------------------------------- | -------------------------- | ------------ |
| 11. | «Lucy in the Sky with Diamonds» | Джон Леннон, Пол Маккартни | 6:18         |
| 12. | «One Day at a Time»             | Джон Леннон                | 3:49         |
| 13. | «Philadelphia Freedom»          | Элтон Джон, Берни Топин    | 5:21         |
| 14. | «House of Cards»                | Элтон Джон, Берни Топин    | 3:12         |

| №   | Название                                      | Автор(ы)                | Длительность |
| --- | --------------------------------------------- | ----------------------- | ------------ |
| 1.  | «Captain Fantastic and the Brown Dirt Cowboy» | Элтон Джон, Берни Топин | 7:02         |
| 2.  | «Tower of Babel»                              | Элтон Джон, Берни Топин | 4:38         |
| 3.  | «Bitter Fingers»                              | Элтон Джон, Берни Топин | 5:06         |
| 4.  | «Tell Me When the Whistle Blows»              | Элтон Джон, Берни Топин | 4:39         |
| 5.  | «Someone Saved My Life Tonight»               | Элтон Джон, Берни Топин | 7:17         |
| 6.  | «(Gotta Get a) Meal Ticket»                   | Элтон Джон, Берни Топин | 7:19         |
| 7.  | «Better Off Dead»                             | Элтон Джон, Берни Топин | 3:01         |
| 8.  | «Writing»                                     | Элтон Джон, Берни Топин | 5:30         |
| 9.  | «We All Fall in Love Sometimes»               | Элтон Джон, Берни Топин | 3:57         |
| 10. | «Curtains»                                    | Элтон Джон, Берни Топин | 8:48         |
| 11. | «Pinball Wizard»                              | Пит Таунсенд            | 6:31         |
| 12. | «Saturday Night’s Alright for Fighting»       | Элтон Джон, Берни Топин | 7:40         |

## Участники записи
Приведены по сведениям базы данных Discogs, нумерация треков указана по изданию в формате компакт-диска.
Музыканты:
- Элтон Джон — вокал, Fender Rhodes (песни 1, 4, 5, 8), меллотрон (песни 9, 10), фортепиано (песни 1, 2, 3, 5, 6, 7, 9, 10), клавинет  (песни 4, 6), ARP String Ensemble[англ.] (песня 5), вокальные гармонии (песни 7, 8), клавесин (песни 9, 10)
- Дэвид Хенчель — ARP-синтезатор (песни 9, 10)
- Дэйви Джонстоун[англ.] — акустическая (песни 1, 5—10) и электрическая гитары (песни 1—4, 6, 9, 10), колонка Лесли (песня 5), слайд-гитара, банджо, бэк-вокал (песни 3, 5—10), фортепиано (песня 8), мандолина (песня 1)
- Ди Мюррей[англ.] — бас-гитара, бэк-вокал (песни 3, 5—10)
- Найджел Олссон — барабаны, бэк-вокал (песни 3, 5—10)
- Рэй Купер — шейкер (песни 1, 5, 8), конги (песни 1, 3, 4, 9, 10), гонг (песня 1), челюсть[англ.] (песня 1), бубен (песни 1—6, 9, 10), колокольчики (песни 3, 9, 10), тарелки (песня 5), треугольник (песни 7, 8), бонго (песня 8)
- Джин Пейдж — оркестровые аранжировки (песня 4)

| Аккомпанирующий состав на концерте 21 июня 1975 года на стадионе «Уэмбли»: - Элтон Джон — вокал, фортепиано - Джеймс Ньютон Ховард — клавишные - Дэйви Джонстоун — электрогитара, бэк-вокал - Джефф Бакстер — электрогитара, стил-гитара - Калеб Куэй — электрогитара - Кенни Пассарелли — бас-гитара - Роджер Поуп — ударные - Рэй Купер — перкуссия - Донни Джеррард — бэк-вокал - Брайан Рассел — бэк-вокал - Бренда Расселл — бэк-вокал Технический персонал: - Гас Даджен — музыкальный продюсер - Джефф Герсио — звукорежиссёр - Марк Герсио — ассистент звукорежиссёра | Технический персонал: - Гас Даджен — инженер ремикса - Фил Данн — инженер ремикса - Тони Казинс — инженер ремастеринга - Рики Грэм — инженер оцифровки музыкального материала - Дэвид Ларкхэм — художественное оформление и графическая концепция, дизайн упаковки, фотографии внутреннего конверта - Берни Топин — художественное оформление и графическая концепция - Алан Олдридж — дизайн обложки и иллюстрации - Гарри Уиллок — дизайн обложки и иллюстрации - Терри О’Нилл — фотографии внутреннего конверта - Сэм Эмерсон — фотографии буклета - Энтони Лоу — фотографии буклета - Майкл Росс — фотографии буклета - Иэн Вон — фотографии буклета - Джон Тоблер — автор текста для буклета - Пол Гамбаччини — автор текста для буклета |

## Позиции в хит-парадах и сертификации
| Хит-парад (1975—1976)               | Высшая позиция | Пребывание в чарте |
| ----------------------------------- | -------------- | ------------------ |
| Австралия (Kent Music Report)       | 1              | нет данных         |
| Австрия (Ö3 Austria)                | 7              | 2 недели           |
| Великобритания (UK Albums Chart)    | 2              | 24 недели          |
| Испания (PROMUSICAE)                | 3              | нет данных         |
| Италия (Musica e dischi)            | 12             | 14 недель          |
| Канада (RPM Albums Chart)           | 1              | 38 недель          |
| Новая Зеландия (RMNZ)               | 1              | 30 недель          |
| Норвегия (VG-lista)                 | 2              | 26 недель          |
| США (Billboard Top LPs & Tape)      | 1              | 43 недели          |
| Финляндия (Suomen virallinen lista) | 10             | 16 недель          |
| ФРГ (Offizielle Top 100)            | 22             | 3 недели           |
| Япония (Japanese Oricon LP Chart)   | 20             | нет данных         |

| Хит-парад (1975)                   | Позиция |
| ---------------------------------- | ------- |
| Австралия (Kent Music Report)      | 5       |
| Великобритания (Gallup Poll)       | 12      |
| Италия (FIMI)                      | 36      |
| Канада (RPM Year-End)              | 1       |
| Новая Зеландия (Recorded Music NZ) | 16      |
| США (Billboard Top Popular Albums) | 6       |
| Франция (SNEP)                     | 25      |
| Хит-парад (1976)                   | Позиция |
| Канада (RPM Year-End)              | 99      |

## Награды и номинации
«Грэмми»:
| Год  | Номинируемая работа                         | Категория                               | Результат |
| ---- | ------------------------------------------- | --------------------------------------- | --------- |
| 1976 | Captain Fantastic and the Brown Dirt Cowboy | Альбом года.                            | Номинация |
| 1976 | Captain Fantastic and the Brown Dirt Cowboy | Лучшее мужское вокальное поп-исполнение | Номинация |

## Сертификации
}
| Регион | Сертификация  | Продажи    |
| --- | ------------- | ---------- |
| Австралия (ARIA) | 2× Платиновый | 100 000^   |
| Великобритания (BPI) | Золотой       | 100 000^   |
| Великобритания (BPI) · переиздание 1993 года                                                                             | Серебряный    | 60 000^    |
| Канада (Music Canada) | Платиновый    | 100 000^   |
| США (RIAA) | 3× Платиновый | 3 000 000^ |
| * Данные о продажах приведены только на основе сертификации. ^ Данные о тиражах приведены только на основе сертификации. |               |            |